# Asthenes ottonis
Cesteiro-de-testa-ruiva ou lenheiro-de-fronte-ruiva (Asthenes ottonis) é uma espécie de ave da família Furnariidae.
É endémica do Peru.
Os seus habitats naturais são: regiões subtropicais ou tropicais húmidas de alta altitude e matagal tropical ou subtropical de alta altitude.